# Paweł Rańda
Paweł Rafał Rańda, poljski veslač, * 20. marec 1979, Wrocław.
Rańda je za Poljsko nastopil v lahkem četvercu brez krmarja na Poletnih olimpijskih igrah 2008 v Pekingu. Polsjki čoln je osvojil srebrno medaljo.

## Nagrade
Za zasluge v športu je leta 2008 prejel Zlati križ za zasluge